# 納粹德國佔領波羅的海國家

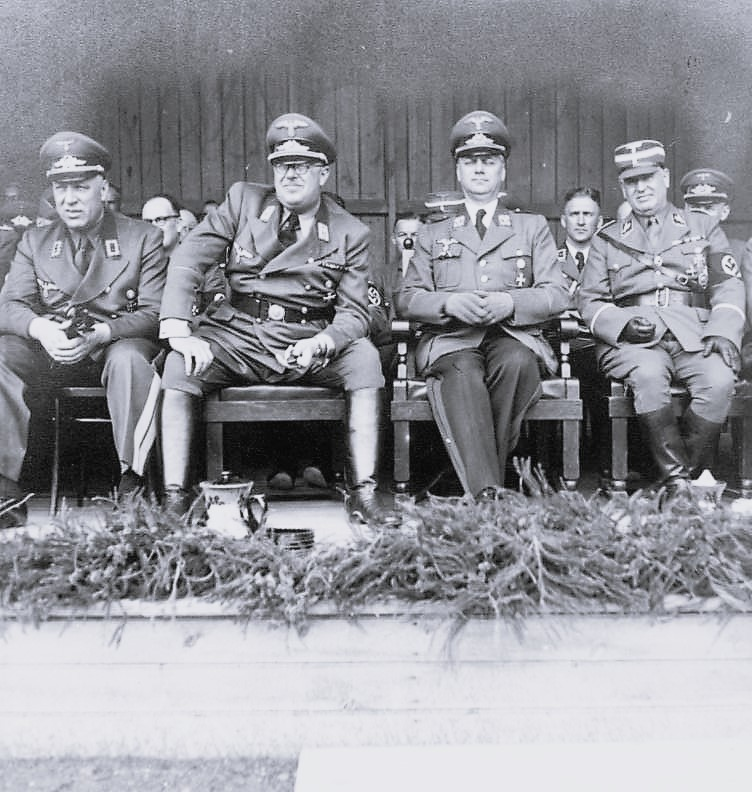
從右至左，分別爲：立陶宛總專員奧托-海因里希·德萊斯勒、東方專員轄區專員欣里希·洛泽、東方專員轄區部長阿爾弗雷德·羅森堡及黨衛軍軍官埃博哈德·美登姆（Eberhard Medem），摄於1942年

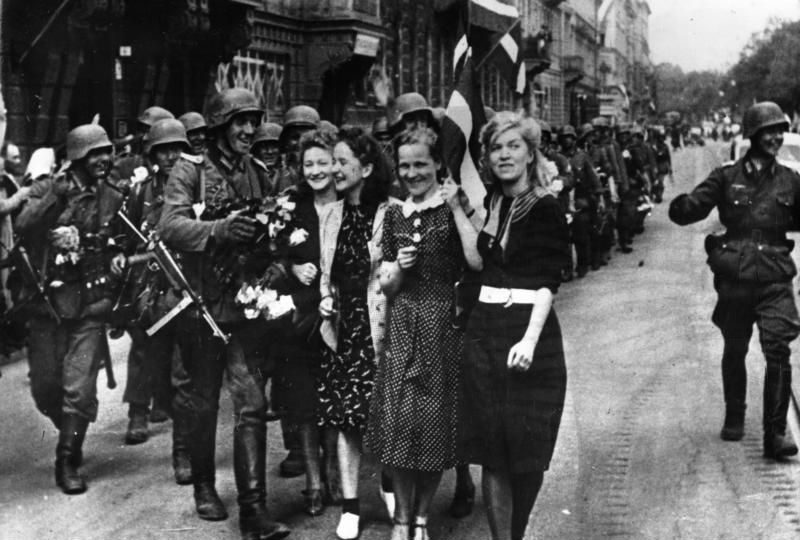
1941年7月，進入里加的德軍

納粹德國佔領波羅的海國家發生於1941年巴巴羅薩行動期間至1944年。一開始，許多愛沙尼亞人、拉脫維亞人以及立陶宛人將德國人視為驅逐蘇聯統治的解放者。他們希望德國人可以協助他們恢復獨立，然而納粹德國在當地建立了專員轄區。德國人在佔領期間發動種族歧視運動、強制遷徙以及屠殺，這促使當地居民展開抵抗運動。

## 德國的計畫
在1939年的《蘇德互不侵犯條約》中，愛沙尼亞及拉脫維亞被劃入蘇聯的勢力範圍。此後德國開始從該兩國撤出波羅的海德國人。從1939年10月至12月間，德國分別從愛沙尼亞及拉脫維亞撤出13,700人及52,583人，他們被安置在被德國佔領的波蘭。隔年夏天，蘇聯佔領波羅的海國家。1941年6月22日，德國展開巴巴羅薩行動。在此之前蘇聯在波羅的海國家展開蘇維埃化，第一次強制遷徙發生在6月14日，即德國發動進攻的8天前，因此許多波羅的海地區居民對於進攻的德軍十分歡迎。
在立陶宛，一場起義發生在戰爭開始的第一天，立陶宛臨時政府被成立。當德意志國防軍的攻擊接近里加和塔林時，當地人也開始嘗試恢復他們的國家。許多人希望德國人能幫助他們恢復獨立。然而這樣的期待很快就消失了，當地人停止與德國人合作。當地人反對德國人的輿論在德國人準備將愛沙尼亞、拉脫維亞、立陶宛連同白俄羅斯一起被併入奧斯蘭總督轄區後開始大增。其為由愛沙尼亞、拉脫維亞、立陶宛、白俄羅斯這四個主要民族所組成的殖民地，但他們卻幾乎沒有參與政治的權力。德國人拒絕協助當地人恢復獨立並宣布自己是其政權的合法的繼承者，就跟先前併吞他們的蘇聯人一樣。
德國在當地的政策是嚴苛的，別動隊展開了猶太人大屠殺。倖存者被納粹分子認為是「垂死的種族」，必須「被更有活力的種族取代」，也就是德國人。德國人預定在東方的佔領區實施定居殖民主義，其將以東方總計劃作為基礎，依照該計劃，波羅的海地區的人民其中的三分之二將被強制遷徙，而剩下的三分之一將被就地處死，或是成為奴隸，抑或是將其德國化（如果那個人被認為是「雅利安人種」的話）。多達數十萬的德國人將被遷移至這些佔領區。1941年7月16日，阿道夫·希特勒在一場會議中指出：波羅的海國家將在適當的時機被德國併吞。一些德國種族理論學者建議在併吞波羅的海國家之後，將愛沙尼亞改名為「派普斯蘭」；將拉脫維亞改名為「道納蘭」。在戰爭期間，德國的種族政策主要針對猶太人，而非佔大多數的波羅的海人。
到了戰爭後期，許多人都已看出德國將會戰敗，許多波羅的人和愛沙尼亞人再次站到德國這一邊。他們希望藉由參加戰爭以阻止蘇聯的占領，或是獲得西方盟國的支援。1943年8月13日，地下化的拉脫維亞民族中央議會宣告成立。一個類似的組織：立陶宛解放最高委員會於1943年11月25日成立。1944年3月23日，地下化的愛沙尼亞共和國委員會也宣告成立。

### 文獻
- Hiden, Johan; Salmon, Patrick.  Revised. Harlow, England: Longman. 1994 [1991]. ISBN 0-582-25650-X.